# مایک تریسور انداییشیمی
مایک تریسور انداییشیمی (انگلیسی: Mike Trésor Ndayishimiye؛ زادهٔ ۲۸ مهٔ ۱۹۹۹) بازیکن فوتبال اهل بلژیک است.
از باشگاه‌هایی که در آن بازی کرده‌است می‌توان به باشگاه فوتبال ان‌ئی‌سی نایمخن اشاره کرد.
وی همچنین در تیم‌های ملی فوتبال زیر ۱۷ سال بلژیک، زیر ۱۸ سال بلژیک، زیر ۱۹ سال بلژیک، و زیر ۲۱ سال بلژیک بازی کرده‌است.